# Mi destino eres tú
Mi destino eres tú é uma telenovela mexicana produzida por Carla Estrada para a Televisa e exibida pelo Canal de las Estrellas entre 10 de julho e 10 de novembro de 2000, substituindo La casa en la playa e sendo substituída por Por un beso, em sua mudança de horário .
Contou com um argumento original de Carmen Daniels e Jorge Lozano Soriano. 
A trama é protagonizada por Lucero e  Jorge Salinas, com atuações estrelares de Jacqueline Andere, María Sorté e Silvia Mariscal, participação especial de Mauricio Islas e antagonizada por Susana Zabaleta, Jaime Camil, Luis Bayardo, Julio Alemán, Silvia Pasquel, Azela Robinson e Natalia Streignard.

## Enredo
Andrea San Vicente é uma jovem advogada, moderna e inteligente. Ela tem uma paixão pela justiça e os direitos a levam a defender aqueles que não podem defender a si próprios. Essa mesma paixão vai levá-la para o seu passado, e ela não sabe nada sobre isso. Ela vive em uma casa alugada em um bairro de classe média na Cidade do México, com sua tia Zulema, seu tio Anselmo, sua irmã mais nova e sua prima Gina Magda. Zulema disse às meninas que os pais de Andrea e Gina, Enrique e Alicia, morreram em um acidente, mas a realidade é outra.
Zulema diz à Andrea e sua irmã que deveriam ser gratas por aquilo que ela e Anselmo têm feito para as duas: uma família e educação. Isto torna Andrea a principal fonte de dinheiro na família, pois seu tio Anselmo tem diabetes durante anos e isto não lhe permite trabalhar.
Andrea se apaixona por Ramiro, um rapaz de uma melhor situação econômica do que a dela. Eles estão prestes a se casar, mas ambos têm que enfrentar muitos obstáculos: a oposição de Samuel, o pai de Ramiro, e as mentiras e as intrigas de Sofia, uma ex-namorada de Ramiro.
Mas Andrea e Ramiro finalmente conseguem ultrapassar todos os obstáculos, e finalmente se casam. Mas o destino é cruel e tem um jogo para os dois: durante a sua lua-de-mel, e depois de consumado o casamento, Ramiro morre de repente e deixa Andrea numa escura solidão. Andrea tornou-se uma viúva e sendo tão jovem, agora ela tem que enfrentar um destino que ela nunca esperava.
Andrea tomou refúgio no seu trabalho e seus estudos, uma vez que ela estava cursando um mestrado em psicologia. De certo modo, ela foi enterrada com Ramiro, e todas as suas possibilidades para o amor foram junto com ele, ou pelo menos é o que ela pensa. Dois homens de caráter distinto entraram em sua vida: Maurício Rodríguez e Eduardo Rivadeneira, mas apenas um deles será seu destino.
Ambos são completamente apaixonados por Andrea. Maurício é um homem que sempre viveu despreocupado e dependendo exclusivamente do seu pai Augusto, um empresário têxtil, que educou seu filho com uma ideologia, onde as mulheres são ligeiramente inferiores a ele, enquanto Eduardo é um advogado que mora perto de sua filha Ximena desde o acidente que deixou sua mulher Emma em coma. Andrea foi encarregada para representar um trabalhador que foi injustamente demitido da empresa em que Eduardo leva os assuntos fiscais.
Embora Andrea está bem consciente de que Eduardo é o homem de sua vida, ela sabe do estado de sua esposa e não ignora o fato de que ela está em um coma profundo, e não quer ser a responsável pela desagregação de uma família. Eduardo, por despeito, cai nos braços de Sofia, a mesma mulher que foi contra a seu casamento com Ramiro. Andrea, por sua vez, tenta buscar a felicidade ao lado de Maurício, sem saber que o destino a manterá ligada à vida de Eduardo.

## Elenco
| Ator/Atriz            | Personagem |
| --------------------- | --- |
| Lucero                | Andrea San Vicente Fernández / Andrea San Vicente Fernández de Galindo / Andrea San Vicente Fernández de Rivadeneira |
| Jorge Salinas         | Eduardo Rivadeneira del Encino                                                                                       |
| Susana Zabaleta       | Emma Pimentel de Rivadeneira                                                                                         |
| Mauricio Islas        | Ramiro Galindo Suárez                                                                                                |
| Jaime Camil           | Mauricio Rodríguez Calderón                                                                                          |
| Silvia Pasquel        | Zulema Fernández de Sánchez                                                                                          |
| María Sorté           | Amparo Calderón de Rodríguez                                                                                         |
| Julio Alemán          | Augusto Rodríguez Franco                                                                                             |
| Natalia Streignard    | Sofía Devesa Leyva                                                                                                   |
| Azela Robinson        | Isaura Becker |
| Cynthia Klitbo        | Amara Trujillo |
| Jacqueline Andere     | Nuria del Encino de Rivadeneira                                                                                      |
| Dulce María           | Nuria del Encino de Rivadeneira (jovem)                                                                              |
| Jorge Vargas          | Héctor Valderrama |
| Lorena Herrera        | Olga Ramos Moret |
| Sherlyn               | Georgina "Gina" San Vicente Fernández                                                                                |
| Jan                   | Fernando Rivadeneira del Encino                                                                                      |
| Mike Biaggio          | César Becker-Rodríguez                                                                                               |
| Luis Bayardo          | Samuel Galindo Betancourt                                                                                            |
| Raymundo Capetillo    | Sergio Rivadeneira                                                                                                   |
| Silvia Mariscal       | María Suárez de Galindo                                                                                              |
| Mariana Karr          | Irene |
| Jorge Reynoso         | Genaro Gil |
| Jorge Muñiz           | Padre Rodrigo |
| Orlando Carrio        | Enrique San Vicente Ordóñez                                                                                          |
| Patsy                 | Claudia |
| Magda Guzmán          | Nana Nina |
| Carmelita González    | Asunción Rivadeneira                                                                                                 |
| Héctor Ortega         | Anselmo Sánchez Pérez                                                                                                |
| Ana María Aguirre     | Teresa "Tere" del Alba de Legorreta                                                                                  |
| Guillermo Aguilar     | Gaspar Linares Saval                                                                                                 |
| Anthony Álvarez       | Luis |
| Raúl Buenfil          | Héctor |
| Amparo Arozamena      | Chonita |
| Silvia Eugenia Derbez | Juliana Rodríguez Calderón                                                                                           |
| Miguel Galván         | Evaristo Reyes Hernández                                                                                             |
| Lucero León           | Elena Pimentel |
| Sheyla Tadeo          | Celia López Hernández                                                                                                |
| Abraham Stavans       | Francisco Canseco |
| Andrea Torre          | Magdalena "Magda" Sánchez Fernández                                                                                  |
| Andrea Lagunes        | Ximena Rivadeneira Pimentel                                                                                          |
| Cosme Alberto         | Juan "Juancho" Reyes Solís                                                                                           |
| Joaquín Cordero       | Ignacio Rivadeneira Orendáin                                                                                         |
| Gabrielle Báez        | Diana Solís de Reyes                                                                                                 |
| Raúl Castellanos      | Alfredo Ramírez Ortiz                                                                                                |
| Gabriel de Cervantes  | Marco Ramírez Ortiz                                                                                                  |
| Fernanda Chabat       | Viviana "Vivi" Legorreta del Alba                                                                                    |
| Sara Monar            | Paquita |
| María Dolores Oliva   | Margarita |
| Alejandra Ortega      | Laura |
| Susy-Lu Peña          | Guadalupe "Lupita" Reyes Solís                                                                                       |
| Andrés Puente Jr.     | Ricardo Reyes Solís                                                                                                  |
| Jessica Salazar       | Lourdes "Lulú" |

### Participações especiais
| Ator/Atriz         | Personagem             |
| ------------------ | ---------------------- |
| Gabriel Soto       | Nicolás                |
| Dalilah Polanco    | Noemí                  |
| Sergio Zaldívar    | Daniel Salazar         |
| Fernanda Ruidos    | Sonia Arizmendi        |
| Francisco Avendaño | Gustavo Becker         |
| Vicente Herrera    | Detetive Zúñiga        |
| Ernesto Bog        | Inspetor Montaño       |
| Jerry Rivera       | Ele mesmo              |
| Jon Secada         | Ele mesmo              |
| Michelle Ramaglia  | Convidada do casamento |

## Equipe de Produção
- História original - Carmen Daniels, Jorge Lozano Soriano
- Versão livre para televisão e libretos - Martha Carrillo, Cristina García
- Edição literária - Ricardo Fiallega, Carlos Mercado, Gilberto de Anda
- Assesores literários - Julián Aguilar, Fabian Velarde
- Escenografía - Ricardo Navarrete
- Design de vestuário - Ana Luisa Miranda, Gabriela Rueda
- Ambientação - Ana Leticia Rivera
- Tema de entrada - Mi destino eres tú
- Autores - Jim Daccario, Will Robinson, Aarón Saint
- Intérprete e letra - Lucero
- Musicalizador - Jesús Blanco
- Editores - Juan José Franco, Luis Horacio Valdés
- Gerente de produção - Guillermo Gutiérrez
- Coordenação de produção - Diana Aranda
- Produtor associado - Arturo Lorca
- Diretor de câmeras en locação - Juan Carlos Frutos
- Diretora de cena em locação - Mónica Miguel
- Diretor de câmeras - Alejandro Frutos
- Diretor de cena - Miguel Córcega
- Produtora executiva - Carla Estrada

## Transmissão
Na segunda-feira, 10 de julho de 2000, o Canal de las Estrellas começou a transmitir, nos dias de semana, Mi Destino Eres Tú às 21 horas, horário nobre, substituindo La casa en la playa. O último episódio foi transmitido na sexta-feira, 10 de novembro de 2000, com Abrázame muy fuerte substituindo-a na semana seguinte.

### DVD
Grupo Televisa lançou à venda o DVD de Mi destino eres tu.

## Audiência
A trama obteve uma média geral de 23,4 pontos. Apesar de ter conseguido aumentar a média em relação a sua antecessora, La casa en la playa, que alcançou 20.2 pontos de média geral, foi considerada um fracasso de audiência para o horário nobre.

## Exibição Internacional
TLNovelas (Latinoamérica)
 Univisión
 Univision tlnovelas
 América Televisión
 Canal Caracol
 Azul TV
 Mega
 Gama TV
 El 13
 TVN
 Telemicro
 Venevisión
 TV Kosava 
 HRT
  POP TV
  Televisiones Locales
 TLNovelas
  Red ATB

## Prêmio e Indicações
| Ano  | Prêmio                    | Categoria                  | Nominado        | Resultado |
| ---- | ------------------------- | -------------------------- | --------------- | --------- |
| 2001 | Prêmio TVyNovelas de 2001 | Melhor atriz protagonista  | Lucero          | Venceu    |
| 2001 | Prêmio TVyNovelas de 2001 | Melhor ator protagônico    | Jorge Salinas   | Indicado  |
| 2001 | Prêmio TVyNovelas de 2001 | Melhor atriz antagonista   | Susana Zabaleta | Indicado  |
| 2001 | Prêmio TVyNovelas de 2001 | Melhor revelação masculina | Jaime Camil     | Indicado  |